# Pierre Guisolphe
 (mars 2013).
Si vous disposez d'ouvrages ou d'articles de référence ou si vous connaissez des sites web de qualité traitant du thème abordé ici, merci de compléter l'article en donnant les références utiles à sa vérifiabilité et en les liant à la section « Notes et références ».
Pierre Guisolphe (né le 17 mai 1927 à Metz et mort le 21 juin 2019 au Maroc) est un ambassadeur de l'ordre souverain de Malte. Ancien militaire, il est ambassadeur émérite de cet Ordre depuis 2009.

## Biographie
Pierre Guisolphe naît en 1927, à Metz en Moselle. Sa famille s'installe ensuite au Maroc, où il réside depuis les années 1930. Le Royaume est devenu, en quelque sorte, son pays d’adoption. Arrivé dans les années 1930, Pierre Guisolphe a suivi des études au lycée Lyautey de Casablanca, puis au Lycée Gouraud de Rabat. 
Après avoir participé à la Campagne de France en 1944, il quitte l’armée française en 1950. Poursuivant une réserve active, il sera plus tard promu au grade de colonel honoraire de l’Armée Blindée Cavalerie.
Sa carrière civile professionnelle a ensuite été celle d’un industriel menant ses affaires entre la France et le Maroc. En 1995, on lui a confié la représentation de l’ordre souverain de Malte au Maroc, d’abord en tant que chargé d’affaires, puis en tant qu’ambassadeur extraordinaire et plénipotentiaire, de 2001 à 2009. Il est nommé ambassadeur émérite en 2009.
Pierre Guisolphe s'est marié avec Nicole Guisolphe. Il est le père de 3 enfants.